# Deuterocohnia bracteosa
Espèce
Classification APG III (2009)
Deuterocohnia bracteosa est une espèce de plante à fleurs de la famille des Bromeliaceae, endémique de Bolivie et décrite en 1997.

## Distribution
L'espèce est endémique de Bolivie.

## Description
Selon la classification de Raunkier, l'espèce est chamaephyte.